# Martha Fineman
Martha Albertson Fineman (1943) is een Amerikaanse rechtsgeleerde en een internationaal gerenommeerd expert op het gebied feministische rechtstheorie en familierecht. Zij is hoogleraar in de rechten (Robert W. Woodruff Professor of Law) aan de Emory University School of Law. Van 1999 tot 2004 was zij Dorothea S. Clarke Professor of Feminist Jurisprudence aan de Cornell Law School, en van 1990 tot 1999 was zij Maurice T. Moore Professor of Law aan de Columbia Law School.

## Werken
- The Vulnerable Subject: Anchoring Equality in the Human Condition (Princeton University Press, 2011)
- The Autonomy Myth: A Theory of Dependency (The New Press, 2004)
- The Neutered Mother, the Sexual Family, and Other Twentieth Century Tragedies (Routledge, 1995)
- The Illusion of Equality: The Rhetoric and Reality of Divorce Reform (University of Chicago Press, 1991)

Redacteur
- Transcending the Boundaries of Law: Generations of Feminism and Legal Theory (Routledge, 2010)
- What Is Right for Children? The Competing Paradigms of Religion and Human Rights (Ashgate, 2009; co-editor Karen Worthington)
- Feminist and Queer Legal Theory: Intimate Encounters, Uncomfortable Conversations (Ashgate, 2009, co-editors Jack E. Jackson and Adam P. Romero)
- Feminism Confronts Homo Economicus: Gender, Law, and Society (Cornell University Press, 2005; co-editor Terrance Doherty)
- Feminism, Media, and the Law (Oxford University Press, 1997; co-editor Martha T. McCluskey)
- Mothers in Law:  Feminism and the Legal Regulation of Motherhood (Columbia University Press, 1995; co-editor Isabel Karpin)
- The Public Nature of Private Violence: Women and the Discovery of Abuse (Routledge, 1994, co-editor Roxanne Mykitiuk)
- At the Boundaries of Law: Feminism and Legal Theory (Routledge, 1990, co-editor Nancy Sweet Thomadsen).